# イスタンブール・ビルギ大学
イスタンブール・ビルギ大学（Istanbul Bilgi University）は、トルコのイスタンブールに位置する私立大学で、学術的な多様性と国際的な教育を提供することを目的としている。1996年に設立され、特に社会科学、芸術、ビジネス、法学の分野で評価されている。大学は、その革新的な教育方法と国際的な学術交流によって、トルコ国内外で高い評価を受けている。

## 歴史
Istanbul Bilgi Universityは1996年に設立され、設立当初から国際的な教育基準を取り入れたプログラムを提供している。大学の創設者は、イスタンブールのビジネスと学術界で名高い人物であり、そのビジョンは学生に実践的なスキルと国際的な視野を提供することを目指している。

## キャンパス
Istanbul Bilgi Universityには、イスタンブール市内に3つの主要キャンパスがある。これらのキャンパスは、近代的な設備と学術的な環境を提供し、学生が多様な活動に参加できる場を提供している。
- Santral Campus: 芸術、デザイン、エンジニアリング関連の学部が集まり、文化的・学術的なイベントが頻繁に行われるキャンパスです。
- Kuştepe Campus: 主にビジネス、経済学、法学の学部があるキャンパスです。
- Dolapdere Campus: メディア、コミュニケーション学部が中心のキャンパスです。

## 学部とプログラム
Istanbul Bilgi Universityは、学部生および大学院生向けに多岐にわたるプログラムを提供している。主な学部には次のようなものがある。
- 社会科学部: 経済学、政治学、社会学、心理学など
- 法学部: 国内および国際法、法学実務
- ビジネス学部: 経営学、マーケティング、ファイナンス
- デザイン・アート学部: グラフィックデザイン、映画、音楽
- メディア学部: ジャーナリズム、メディアスタディーズ
- コンピュータサイエンス学部: エンジニアリング、IT技術

## 国際性
Istanbul Bilgi Universityは、世界中の大学との交流を重視しており、学生はさまざまな交換プログラムやダブルディグリーのプログラムに参加できる。大学は、学生に国際的な視野を提供することを目的として、世界各地の名門大学と提携している。

## 施設とキャンパスライフ
大学は、学問の追求に加え、豊富な課外活動を提供しており、スポーツチーム、クラブ活動、文化イベントなど、多様な選択肢がある。また、学生向けのサポートセンター、図書館、ITラボ、スポーツ施設なども充実しており、学業と生活のバランスをとるための環境が整っている。

## 卒業生と影響力
Istanbul Bilgi Universityの卒業生は、ビジネス、アート、メディア、政治、学問など、さまざまな分野で活躍している。大学は、学生が学問的な成功だけでなく、実践的なスキルも身につけられるようサポートしている。